# Cefalosporini
Cefalosporini so skupina betalaktamskih antibiotikov, ki jih proizvajajo glive iz rodu Acremonium, nekoč poimenovanem Cephalosporium.
Skupaj s cefamicini tvorijo podskupino betalaktamskih antibiotikov, imenovano cefemi.

## Zgodovina
Cefalosporinske spojine je prvi osamil italijanski znanstvenik Giuseppe Brotzu leta 1948, in sicer iz glive Cephalosporium acremonium . Ugotovil je, da kultura teh gliv proizvaja snov, učinkovito proti bakteriji Salmonella typhi, povzročiteljici tifusa in ki sicer proizvaja tudi betalaktamaze, encime, ki razgradijo in s tem inaktivirajo večino penicilinov. Guy Newton in Edward Abraham sta na oxfordski univerzi osamila cefalosporin C. Iz njega so pridobili 7-aminocefalosporansko kislino (7-ACA), ki predstavlja ogrodno strukturo cefalosporinov, podobno kot 6-aminopenicilanska kislina pri penicilinih. Za 7-ACA so sice ugotovili, da sama ni dovolj učinkovita, da bi jo lahko klinično uporabljali. Spremembe na stranski verigi 7-ACA pa so prinesle razvoj uporabnih antibiotičnih učinkovin; prvo cefalosporinsko učinkovino, cefalotin, je dalo na trg podjetje Eli Lilly leta 1964.

## Mehanizem delovanja
Cefalosporini so baktericidne učinkovine, ki delujejo na enak način kot ostali betalaktamski antibiotiki (npr. penicilini), vendar so manj občutljivi na encim betalaktamazo. Cefalosporini torej zavirajo sintezo peptidoglikanske mreže v bakterijski celični steni. Peptidoglikansko ogrodje je zlasti pri grampozitivnih bakterijah bistveno za strukturno celovitost celične stene. 
Pri sintezi peptidoglikanske mreže pride v zadnji stopnji do premreževanja linearnih verig peptidoglikanskega polimera. Pri tem sodeluje encim transpeptidaza, ki se veže na končno zaporedje D-Ala-D-Ala peptidoglikanskih linernih verig ter povzroči premreženje med njimi. Betalaktamski antibiotiki posnemajo to dipeptidno alaninsko strukturo in transpeptidaza se "pomotoma" veže nanje. S tem betalaktami preprečijo, da bi se encim vezal na peptidoglikanske verige in zavrejo njihovo premreženje.

## Klinična uporaba

### Indikacije
Cefalosporini so indicirani za zaščito pred okužbami in zdravljenje okužb, ki jih povzročajo bakterije, občutljive na cefalosporine. Cefalosporini prve generacije so zlasti učinkoviti proti grampozitivnim bakterijam, nadaljnje generacije pa imajo tudi večjo učinkovitost proti gramnegativnim bakterijam (čeprav pogosto na račun zmanjšane aktivnosti proti grampozitivnim).
Peroralno učinkoviti cefalosporini prve generacije se pogosto uporabljajo za nezapletene okužbe kože in mehkih tkiv, povzročene s streptokoki ali stafilokoki. Druga generacija cefalosporinov se uporablja na primer pri sočasnih okužbah z gramnegativnimi bacili in grampozitivnimi koki. Tretja generacija cefalosporinov je učinkovita tudi proti bakteriji Haemophilus influenzae in nekaterim enterobakterijam. Cefepim, cefalosporin 4. generacije, je učinkovit proti psevdomonasu in je dobro učinkovit proti enterobakterijam.

### Neželeni učinki
Pogosti neželeni učinki (ki se pojavijo pri več kot 1 % bolnikov, zdravljenih s cefalosporini) vključujejo drisko, siljenje na bruhanje, izpuščaj, elektrolitske motnje; v primeru injiciranja tudi vnetje in/ali vnetje na mestu vboda. Občasni neželeni učinki (pri 0,1–1 % bolnikov) so bruhanje, glavobol, omotica, kandidoza (ustne votline ali nožnice), psevdomembranski kolitis, naknadna okužba (superinfekcija), eozinofilija in/ali vročina.
Okoli 10 % pacientov naj bi bilo preobčutljivih na peniciline in/ali karbapeneme in leta 1975 je raziskava na takratnih cefalosporinih pokazala navzkrižno občutljivost tudi na cefalosporine. Kasneje so ta podatek privzeli tudi za novejše cefalosporinske učinkovine. Zato je veljala kontraindikacija pri hudi preobčutljivosti (koprivnica(bolezen)|koprivnica, anafilaksa, intersticijski nefritis ...) na peniciline, karbapeneme in druge cefalosporine. Vendar pa so novejše raziskave na cefalosporinih druge in nadaljnjih generacij pokazale, da je navzkrižna preobčutljivost na peniciline in te cefalosporinske antibiotike mnogo nižja in študije niso pokazale značilnega tveganja.
Nekatere cefalosporine povezujejo s hipoprotrombinemijo in disulfiramski reakciji podobnimi učinki pri sočasni uporabi z alkoholom. To velja za latamoksef, cefmenoksim, moksalaktam, cefoperazon, cefamandol, cefmetazol in cefotetan. Vzrok naj bi bila N-metiltiotetrazolna veriga teh ciklosporinov, ki blokira encima epoksid-reduktaza vitamina K (kar bi lahko povzročilo hipoprotrombinemijo) in aldehid-dehidrogenaza (kar naj bi povzročilo neprenašanje etanola).

## Razvrstitev
Kemijsko ogrodje cefalosporinov spreminjajo in s tem pridobivajo različne lastnosti. Včasih cefalosporinske učinkovine razvrščamo glede na njihovo protimikrobno delovanje v t. i. generacije. Prvotne cefalosporine uvrščamo med cefalosporine prve generacije, medtem ko kasnejše cefalosporine z razširjenim spektrom delovanja imenujemo cefalosporini druge generacije. Vsaka nadaljnja generacija pomeni znatno boljšo učinkovitost proti gramnegativnim bakterijam, vendar v največ primerih manjšo aktivnost proti grampozitivnim bakterijam. Cefalosporini četrte generacije imajo že zelo razširjen speker delovanja.
Taka razvrstitev se splošno uporablja, čeprav ni najbolj natančna. Na primer na Japonskem še niso sprejeli četrte generacije, cefaklor pa uvrščajo v prvo generacijo (v ZDA v drugo). 

### Prva generacija
Cefalosporini prve generacije izkazujejo zmeren antibakterijski učinek. Čeprav delujejo proti stafilokokom in streptokokom, ki proizvajajo penicilinazo in so občutljivi na meticilin, niso zdravila prve izbire za tovrstne okužbe. Delujejo tudi proti nekaterim sevom Escherichia coli, Klebsiella pneumoniae in Proteus mirabilis, vendar so neučinkoviti proti Bacteroides fragilis, enterokokom, na meticilin odpornim stafilokokom, psevdomonasu, acinetobaktru, enterobaktru, indolpozitivnim proteusom in seraciji.
- cefacetril
- cefadroksil
- cefaleksin
- cefaloglicin
- cefalonium
- cefaloridin
- cefalotin
- cefapirin
- cefatrizin
- cefazaflur
- cefazedon
- cefazolin
- cefradin
- cefroksadin
- ceftezol

### Druga generacija
Cefalosporini druge generacije imajo razširjen spekter delovanja proti gramnegativnim bakterijam, ohranjajo pa tudi določeno stopnjo učinkovitosti proti grampozitivnim kokom. So tudi odpornejši proti betalaktamazam.
- cefaklor
- cefonicid
- cefprozil
- cefuroksim
- cefuzonam

Cefalosporini druge generacije, učinkoviti proti anaerobom (nekateri jih prištevajo v posebno skupino cefamicinov; glej spodaj):
- cefmetazol
- cefotetan
- cefoksitin

Nekateri med cefalosporine druge generacije prištevajo tudi naslednje učinkovine:
- karbapenemi: loracarbef
- cefamicini: cefbuperazon, cefmetazol, cefminoks, cefotetan, cefoksitin

### Tretja generacija
Cefalosporini tretje generacije imajo širok spekter delovanja in povečano učinkovitost proti gramnegativnim bakterijam. Nekateri predstavniki te generacije (zlasti tisti, ki so peroralno učinkoviti, in tisti, ki so učinkoviti proti psevdomonasu) imajo zmanjšano učinkovitost proti grampozitivnim bakterijam. Zlasti so uporabni proti bolnišničnim okužbam,vendar so klinično uporabnost izgubili na račun novejših betalaktamskih antibiotikov z razširjenim spektrom delovanja. Sicer prodrejo tudi v osrednje živčevje in so zato uporabni pri meningitisu, ki ga povzročajo pnevmokoki, meningokoki, H. influenzae, občutljivi sevi E. coli, Klebsiella in na penicilin odporna N. gonorrhoeae. Od leta 2007 so cefalosporini tretje ceneracije (ceftriakson in cefiksim) v ZDA edina priporočena zdravila za zdravljenje kapavice (gonoreje).
- cefcapen
- cefdaloksim
- cefdinir
- cefditoren
- cefetamet
- cefiksim
- cefmenoksim
- cefodizim
- cefotaksim
- cefovecin
- cefpimizol
- cefpodoksim
- cefteram
- ceftibuten
- ceftiofur
- ceftiolen
- ceftizoksim
- ceftriakson

Cefalosporini tretje generacije, učinkoviti proti psevdomonasu:
- cefoperazon
- ceftazidim

Nekateri prištevajo med cefalosporine tretje generacije tudi naslednje cefeme:
- oksacefemi: latamoksef

### Četrta generacija
Cefalosporini četrte generacije imajo razširjen spekter delovanja, a hkrati podobno učinkovitost proti grampozitivnim bakterijam kot cefalosporini prve generacije. Izkazujejo večjo odpornost proti betalaktazam kot tretja generacija. Številni prehajajo krvno-možgansko pregrado in so zatorej učinkoviti pri meningitisu. Uporabljajo se tudi pri zdravljenju užbe z bakterijo Pseudomonas aeruginosa.
- cefklidin
- cefepim
- cefluprenam
- cefoselis
- cefozopran
- cefpirom
- cefkvinom

Tudi naslenje cefeme nekateri uvrščajo med cefalosporine četrte generacije:
- oksacefemi: flomoksef

### Peta generacija
Ceftobiprol se omenja kot cefalosporin pete generacije, vendar ta razvrstitev ni obče sprejeta.
Ceftobiprol (in njegovo topno predzdravilo medokaril) obravnava FDA po pospešenem postopku pridobitve dovoljenja za promet z zdravilom. Ceftibiprol ima znatno učinkovitost proti psevdomonasu in kaže, da izkazuje manjšo težnjo za razvoj odpornosti.

### Še nerazvrščeni
Naslednji cefemi so sicer že bili poimenovani, vendar še niso bili razvrščeni v nobeno generacijo: 
- cefaloram
- cefaparole
- cefcanel
- cefedrolor
- cefempidon
- cefetrizol
- cefivitril
- cefmatilen
- cefmepidium
- cefoksazol
- cefrotil
- cefsumid
- ceftarolin
- ceftioksid
- cefuracetim